# 볼프강 하인츠
볼프강 하인츠(독일어: Wolfgang Heinz, 1900년 5월 18일 ~ 1982년 10월 30일)는 20세기 오스트리아와 독일의 배우이다. 고전 영화 《노스페라투: 공포의 교향곡》(1922)에 출연했다. 1968년부터 74년까지 베를린 예술 아카데미 회장을 지냈다.